# Филодендрон золотисто-чёрный
Филоде́ндрон золоти́сто-чёрный, или Филоде́ндрон Андре́ (лат. Philodéndron melanochrysum) — вечнозелёное цветковое многолетнее растение, вид рода Филодендрон (Philodendron) семейства Ароидные (Araceae).

## Ботаническое описание
Лазящие лианы.
Побеги ломкие, междоузлия короткие, от них часто отходят воздушные корни.
Листья у молодых растений мелкие, 8—10 см длиной, сердцевидной формы, с медно-красноватым оттенком; у взрослых крупные, 40—80 см длиной, продолговато-ланцетные, бронзово-зелёные, беловатые по жилкам, по краям с узкой светлой каймой, свисающие. Черешок 50 см длиной.
Покрывало 20 см длиной.

## Распространение
Растёт во влажных тропических лесах в субэкваториальной области Анд в Колумбии.